# نتيجة

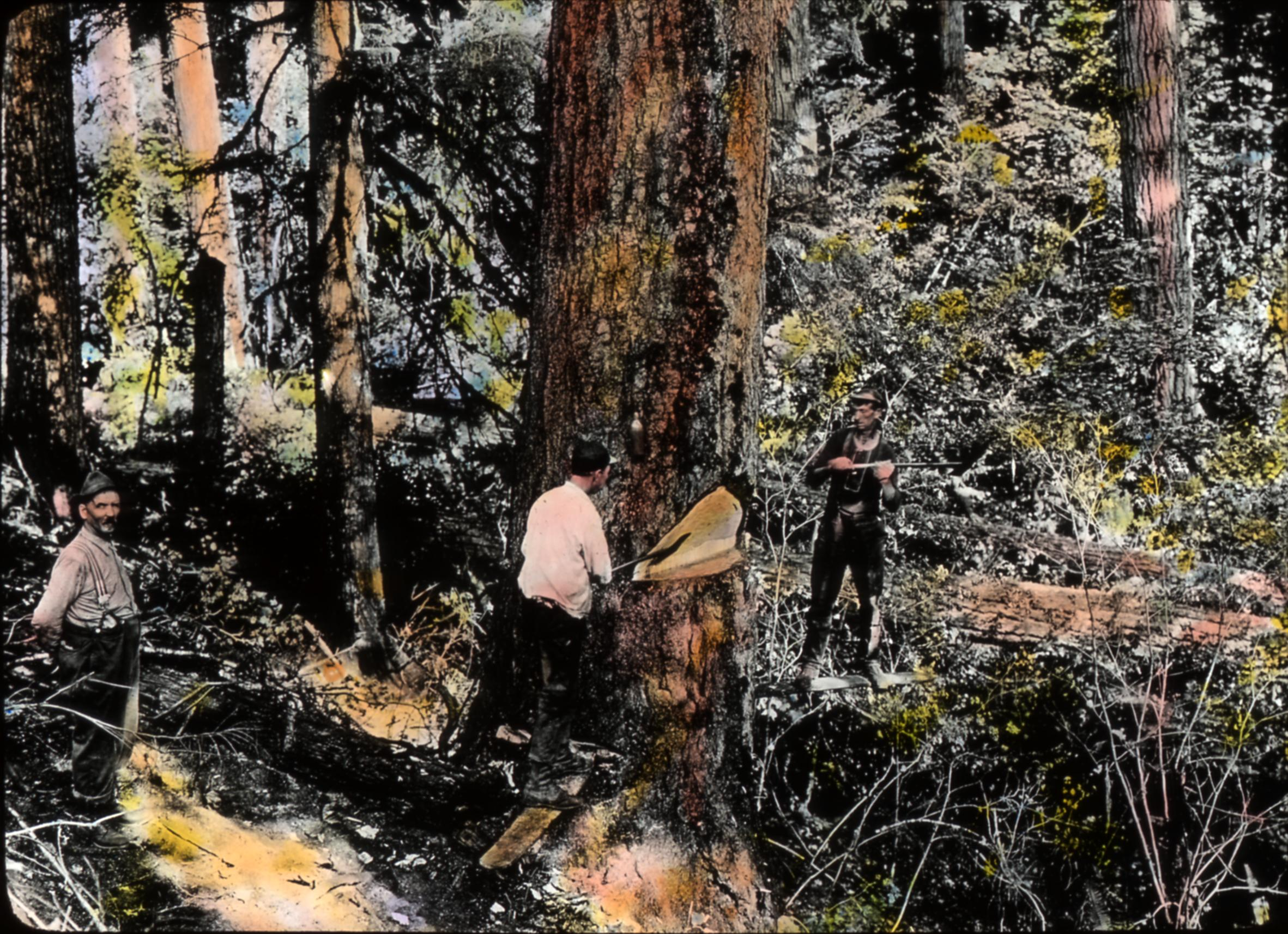

إن النتيجة هي المحصلة النهائية المعبر عنها بالكمية أو النوعية وقد تكون خسارة أو ربح أو ضرر أو فائدة أو قيمة ما. قد يكون هناك عدد من النتائج المحتملة حسب وجهة النظر وقد تختلف أيضا النتيجة مع التاريخ.

## صفات النتائج
هذه بعض العبارات فيما يتعلق بالنتائج:
| تأثير   | إيجابي | حيادي     | سلبي          |
| ------- | ------ | --------- | ------------- |
| متاجرة  | ربح    | موازنة    | خسارة         |
| مباراة  | ربح    | تعادل     | خسارة         |
| مجابهة  | نصر    | وقف نار   | هزيمة         |
| تغيير   | زيادة  | ركود      | خسارة         |
| وثوقية  | موثوق  | غير معروف | غير موثوق     |
| الدقة   | دقيق   | غير محدد  | غير دقيق\كاذب |
| السببية | مباشر  | عشوائي    | غير مباشر     |
| الأهمية | مهم    | عادي      | غير مهم       |

## نوعية
تحسب النوعية عادة حسب المعادلة التالية:
النتيجة = النوعية x القبول

## ر أيضا
- استنتاج